# ラインベルクの戦い
ラインベルクの戦い（ラインベルクのたたかい、英語: Battle of Rheinberg）は七年戦争中の1758年6月12日、クレルモン伯爵率いるフランス軍とフェルディナント・フォン・ブラウンシュヴァイク＝ヴォルフェンビュッテル率いるイギリス・ドイツ連合軍の間の戦闘。戦闘は決着せず、同月のクレーフェルトの戦いの前哨戦となった。